# Eburia mutata
Eburia mutata es una especie de escarabajo longicornio del género Eburia, tribu Eburiini, familia Cerambycidae. Fue descrita científicamente por Bates en 1884.
Se distribuye por Panamá.

## Descripción
La especie mide 18,5-28,2 milímetros de longitud. El período de vuelo ocurre en los meses de noviembre y diciembre.